# Kriegerdenkmal Jävenitz

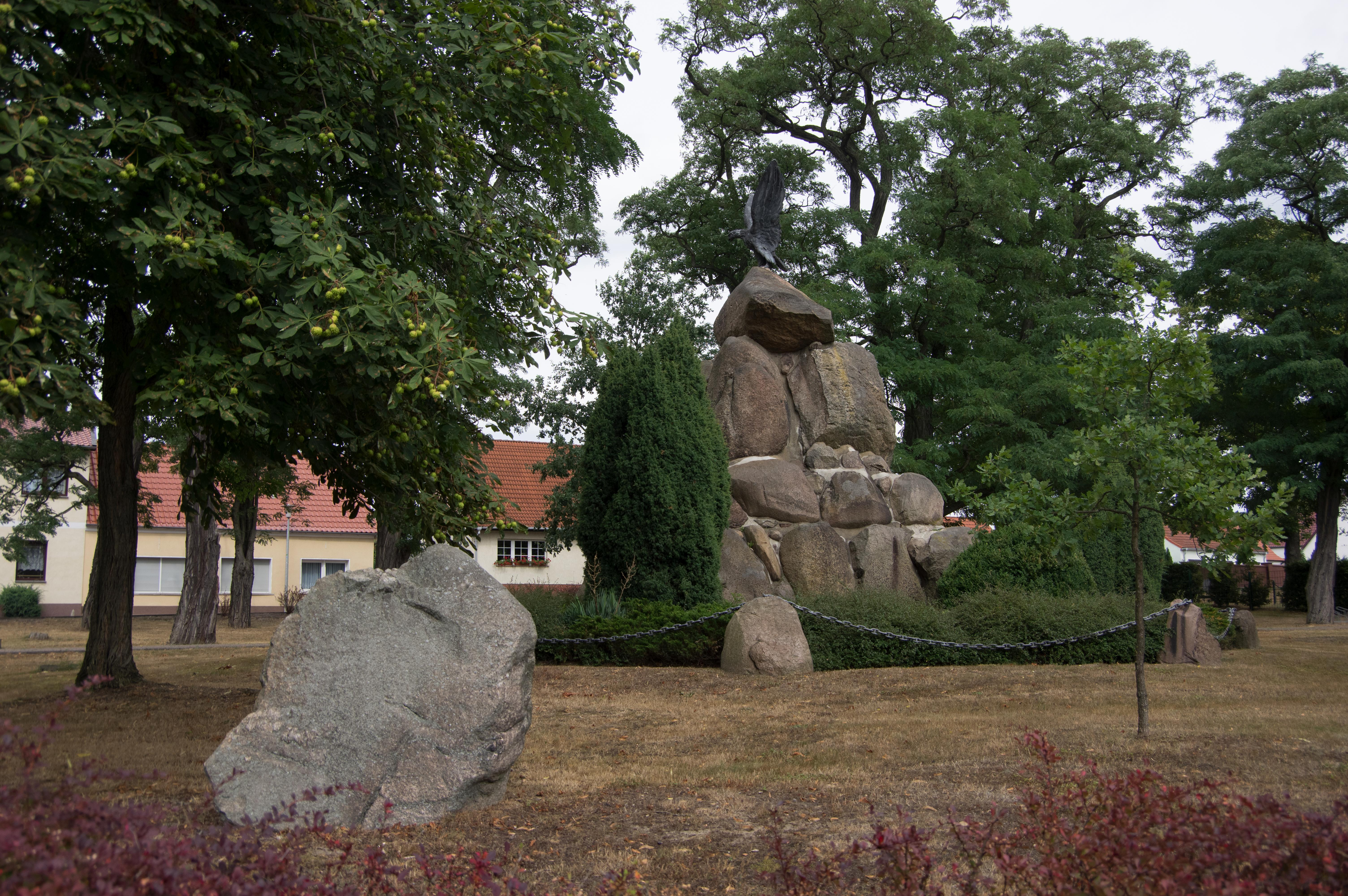
Kriegerdenkmal für die gefallenen Soldaten des Ersten Weltkriegs

Das Kriegerdenkmal Jävenitz ist ein denkmalgeschütztes Kriegerdenkmal im Ortsteil Jävenitz der Stadt Gardelegen in Sachsen-Anhalt. Im örtlichen Denkmalverzeichnis ist das Kriegerdenkmal unter der Erfassungsnummer 094 97290 als Baudenkmal verzeichnet.

## Allgemeines
Das Kriegerdenkmal ist ein Ehrenmal für die gefallenen Soldaten des Ersten Weltkriegs westlich der Dorfkirche Jävenitz an der Kreuzung Breite Straße und Hottendorfer Straße. Das Ehrenmal besteht aus Findlingen, die zu einer Pyramide aufgebaut sind. Diese wird durch einen Adler mit ausgebreiteten Schwingen gekrönt.
Im Ort befinden sich ein weiteres Kriegerdenkmal für die Gefallenen im Deutschen Krieg. In der Kirche befindet sich eine Gedenktafel für die gefallenen Soldaten des Zweiten Weltkriegs und eine des Kriegervereins sowie auf dem Friedhofsgelände einige KZ-Opfer-Gräber.

## Inschrift
Die Inschrift am Kriegerdenkmal lautet Unsern Helden 1914–1918. Eine namentliche Nennung ist nicht vorhanden.